# نیتن (نام)
نیتن یک نام برای مردان (نرینه یا مذکر) است. این نام، مشتق شده از فعلِ عبریِ נתן به معنای دادن یا فدا کردن است و در زبانِ ییدیش به‌شکلِ Nussen یا Nosson و در عبریِ تیبری به شکلِ Nāṯān تلفظ می‌شود.

## معنا
معنای نامِ نیتن در فرهنگ یهودی به شکلِ خداداد است.

## گویش در فارسی
در انجیل‌های فارسی این نام را بیشتر به شکلِ ناتان یا ناتانائیل گویش کرده و نوشته‌اند.

## نسب نامه عیسی
انجیل متی و لوقا نسب نامه عیسی را تا ابراهیم ذکر می‌کنند. اما متی اجداد مسیح را تا سلیمان پسر داوود می‌برد (متی ۱: ۶)، در حالیکه انجیل لوقا آنرا تا ناتان پسر داوود می رساند (لوقا ۳: ۳۱).

## اشخاص مشهور با این نام
- نیتن آدریان, شناگر آمریکایی
- ناتان دیل,  سیاستمدار آمریکایی
- ناتان فیلیون  بازیگر کانادایی
- نیتن بدفورد فارست
- نیتن گمبل بازیگر آمریکایی
- ناتان گوف، جونیور عضو کنگره ایالات متحده از غرب ویرجینیا
- کریس هامفریز  بازیکن حرفه‌ای بسکتبال آمریکا
- جوی جوردیسون
- نیتن کرس بازیگر
- ناتان لین بازیگر
- ناتان سیبرگ فیزیکدان نظری اسرائیل
- ناتان زاخ شاعر اسرائیلی